# Retrato de una dama (Correggio)

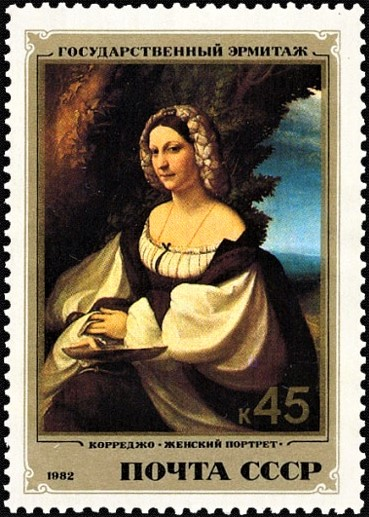
Sello de la URSS no. 5351. 1982, Museo del Hermitage, serie sobre la pintura italiana del museo.

El Retrato de una dama es un óleo sobre lienzo de 103 x 87,5 cm de Correggio, firmado, datable hacia 1520 y conservado en el Museo del Hermitage de San Petersburgo.

## Historia
Se desconoce la historia inicial de la pintura, que se encuentra en el museo ruso desde 1925. Los datos estilísticos sugerirían una datación cercana a los frescos de la Cámara de San Paolo, debido al entorno monumental, la plenitud y la soltura del modelado, además de los dispositivos de perspectiva como la vista ligeramente desde abajo. Se la compara a menudo con la Madonna della Scala.
Atribuida a Lorenzo Lotto, hasta que se descubrió la firma abajo en el tronco del árbol, ha sido comparada con otras obras maestras como La dama velada de Rafael.

## Descripción y estilo
La pieza es un cuadro sofisticado y un retrato enigmático y precioso, cuyas dimensiones sugieren una función representativa, para ser colgado permanentemente en una sala o en todo caso en un ambiente monumental público para representar a la mujer retratada. Se trata de un retrato femenino de medio cuerpo, bajo un árbol frondoso (con una ramita de hiedra trepando por su tronco) que deja al descubierto, a la derecha, un paisaje lejano dominado por el azul profundo y acuoso del cielo. La protagonista está sentada de tres cuartos hacia la izquierda, con el rostro inclinado hacia el espectador al que dirige una mirada enigmática. En la cabeza lleva el tocado con cintas entrelazadas sujeto por un precioso broche, como estaba de moda entre las damas de la alta sociedad del norte de Italia en las primeras décadas del siglo XVI, visible también en numerosos retratos de Lorenzo Lotto (como el Retrato de Lucina Brembati) o de Tiziano (Retrato de Isabel de Este): parece que fue la duquesa de Mantua quien impulsó esta moda que dio lugar al balzo típico. Lleva un vestido escotado de estilo español en blanco y negro y en su mano derecha sostiene una palangana de plata en la que se puede leer en su borde interior grabada una inscripción en griego. Se aprecia una cuerda anudada monástica en su regazo. Una fina cadena de oro cuelga de su pecho.

### Identificación
Como ocurre con muchos retratos antiguos, hoy es difícil indicar exactamente la identidad de la protagonista; lo cierto es que se trata de una obra intelectualmente elevada, la única firmada con el nombre latinizado de Correggio (“ANTON LAET(US)”) y una de las pocas pinturas italianas que contiene una inscripción en griego, que recorre el borde interior del plato mostrado por la dama.

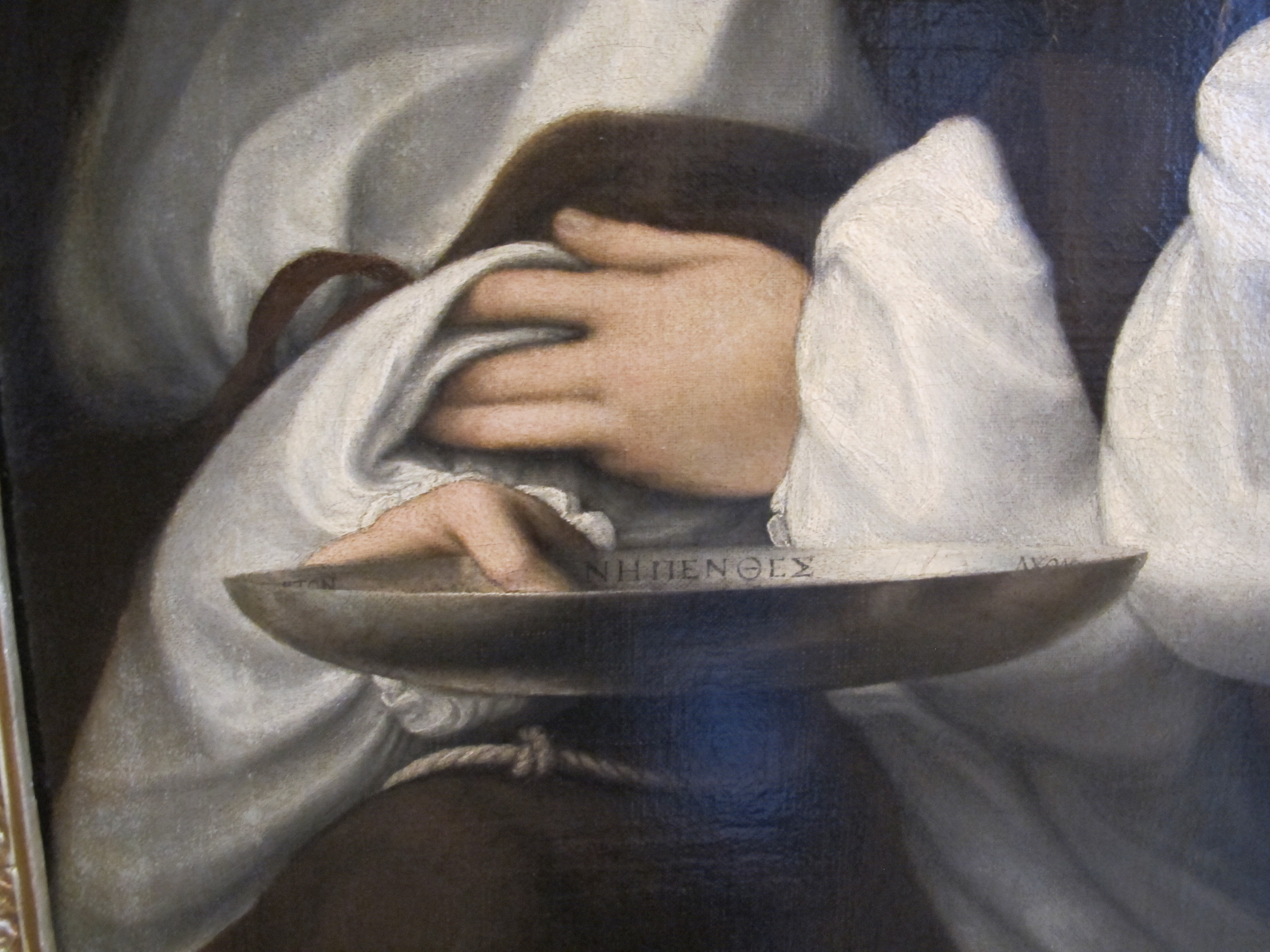
"Nepente".

Se lee la palabra "NHΠENΘΕΣ" (nepenthes), una cita del libro cuarto de la Odisea, cuando Telémaco va al palacio de Menelao y es reconocido porque llora al escuchar el nombre de su padre Odiseo, a quien creía muerto. Las palabras de Menelao para consolar a Telémaco despiertan en todos los invitados "ganas de llorar:/ lloraba la argiva Helena, hija de Zeus,/ lloraban Telémaco y Atrida Menelao;/ ni siquiera el hijo de Néstor tenía los ojos secos,/ porque recordaba en el corazón el noble Antíloco”. Por este motivo, Elena mezcla vino con una bebida divina - el "nepente" - que tenía la propiedad de aliviar el dolor de la pérdida de un ser querido ("padre o madre... un hermano o un hijo").
Aunque el vestido de la dama no denota luto, la inscripción en el cuenco alude inequívocamente a un contexto de pérdida de un ser querido. Sobre esta base se ha discutido si la dama debe identificarse con Veronica Gambara, que había perdido a su marido en 1518 (Gilberto VII da Correggio) y a quien aludiría el poético laurel detrás de ella, o con Ginevra Rangoni, viuda de Giangaleazzo da Correggio en 1517 y franciscano terciario como quisieran el escapulario y el cordón de esa orden presentes en la cintura de la dama. Ginevra podría haber encargado el cuadro para su futura segunda boda que tuvo lugar el 24 de julio de 1519 con Aloisio Gonzaga, marqués de Castel Goffredo.
Sin embargo, vale la pena señalar que la mujer representada no necesariamente tiene que identificarse con alguien que había sufrido una pérdida, sino como sugiere el atributo de la palangana de plata que parece ofrecer al observador, hacia el cual también dirige su mirada cómplice, a que elige presentarse como Elena misma quien ofrece a los invitados el remedio para suavizar su dolor. Ésta podría ser, por tanto, la explicación del retrato: un regalo, o en todo caso un mensaje dirigido a alguien cercano a la retratada y que había perdido a un ser querido. Incluso el paisaje al alba que se abre de fondo a la derecha parece aludir a la idea de superar el dolor de una pérdida, haciéndose eco de las palabras de Pisístrato quien, compadecido de Telémaco, recordó a su hermano muerto diciendo: "No disfruto llorando después de cenar, pero Aurora volverá / hija de la luz” (IV, 194-5).